# Alessandro Canezza
Alessandro Canezza (Roma, 27 febbraio 1882 – Roma, 9 maggio 1945) è stato uno storico e medico italiano.

## Biografia
Di professione medico condotto, fu un grande appassionato della storia di Roma, in particolare della sua sanità, su cui scrisse diverse opere di riferimento.
Fu Direttore della Biblioteca Lancisiana.
Il comune di Roma gli ha intitolato una via nel quartiere Nomentano.

## Opere

### Monografie
- Canezza, Alessandro. "Gli arcispedali di Roma nella vita cittadina, nella storia e nell'arte". Roma 1933, Sancasciano val di Pesa, Firenze : Stab. tip. Fratelli Stianti.
- Canezza, Alessandro. "Pulvis Jesuiticus": Note storiche sulla scoperta e diffusione della china. Stabilimento Tip. Mantero, 1925.
- Canezza, Alessandro. "L'ospedale romano di Santo Spirito negli ordinamenti e nelle miniature del Liber regulae", in Atti del III Congresso nazionale di studi romani, Bologna 1935.
- Canezza, Alessandro. "Roma nei suoi rioni.", Fratelli Palombi, Roma, 1936.
- Canezza, Alessandro. "Gli arcispedali di Roma nella vita cittadina nella storia e nell'arte.", Stabilimento tipografico fratelli Stianti, Firenze, 1933
- Canezza, Alessandro "monumenti della pietà romana nella crisi delle demolizioni." L'Osservatore Romano 27 (1936).
- Canezza, Alessandro, Mario Casalini, "Il Pio Istituto di S. Spirito e ospedali riuniti di Roma", Roma, Istituto Editoriale di Monografie Illustrate di aziende, 1933.
- Canezza, Alessandro. "Note illustrative alla mostra storica degli ospedali italiani". Ed. romana medica, 1935.

### Pubblicazioni
- Canezza, Alessandro. "I monumenti della pietà romana nella crisi delle demolizioni." L'Osservatore Romano 27 (1936).